# Finitude (podcast)
Finitude é um podcast brasileiro lançado em outubro de 2018 do gênero sociedade e cultura e apresentado pelos jornalistas Juliana Dantas e Renan Sukevicius. A produção discute questões relacionadas ao finito.

## História
Fundado pelo jornalista Renan Sukevicius e, em seguida, com a adesão de Juliana Dantas em outubro de 2018, o Finitude foi gerado após experiências de ambos com a morte o luto. Ao longo de temporadas, a produção explorou temas como cuidados paliativos, adoecimento, envelhecimento e saúde mental.
Em 2020, o Finitude foi indicado ao 42.º Prêmio Vladimir Herzog com o episódio "Confinamento: 3 meses depois", pelo qual recebeu menção honrosa. No mesmo ano, o programa entrou na lista de melhores podcasts do ano na Apple Podcasts.
Em 2021, o episódio "Marília Mendonça e o nosso luto coletivo" foi escolhido um dos melhores episódios do ano pelo Spotify.

## Desempenho
Finitude figurou ocasionalmente entre os podcasts de maior audiência no Brasil. O podcast estreou na parada de Top Podcasts da Apple Podcasts em setembro de 2020 e ficou dois meses nas paradas. O melhor desempenho inicial de Finitude na Apple se deu quando pertenceu a produtora B9, quando atingiu a posição #16 em 6 de setembro de 2020. Como um híbrido do B9 e da Rádio Guarda-Chuva, atingiu o pico de posição #17 em 10 de dezembro de 2020. Como produção exclusiva da Rádio Guarda-chuva, o programa atingiu o pico de posição #26 em 1 de maio de 2021.

## Prêmios e indicações
| Ano  | Premiação                   | Categoria                      | Trabalho | Resultado      | Ref.        |
| ---- | --------------------------- | ------------------------------ | -------- | -------------- | ----------- |
| 2020 | 42.º Prêmio Vladimir Herzog | Produção Jornalística em Áudio | Finitude | Menção honrosa | [ 4 ] [ 5 ] |
| 2020 | 65.º Prêmio APCA            | Podcast                        | Finitude | Indicado       | [ 11 ]      |